# San Rafael de Estala
San Rafael de Estala är en ort i Mexiko.   Den ligger i kommunen San Francisco del Rincón och delstaten Guanajuato, i den centrala delen av landet, 300 km nordväst om huvudstaden Mexico City. San Rafael de Estala ligger 1 812 meter över havet och antalet invånare är 255.
Terrängen runt San Rafael de Estala är platt åt nordost, men åt sydväst är den kuperad. Runt San Rafael de Estala är det tätbefolkat, med 308 invånare per kvadratkilometer. Närmaste större samhälle är San Francisco del Rincón, 17,7 km norr om San Rafael de Estala. I omgivningarna runt San Rafael de Estala växer huvudsakligen savannskog.